# فرانچسکو کربونه
فرانچسکو کربونه (انگلیسی: Francesco Carbone؛ زادهٔ ۴ ژانویهٔ ۱۹۸۰) بازیکن فوتبال اهل ایتالیا است.
از باشگاه‌هایی که در آن بازی کرده‌است می‌توان به باشگاه فوتبال آسکولی، باشگاه ورزشی لاتزیو، باشگاه فوتبال تورینو، باشگاه فوتبال کیه‌وو ورونا، باشگاه فوتبال فروزینونه، باشگاه فوتبال فوجا، باشگاه فوتبال پیستویزه، باشگاه فوتبال پادوا، باشگاه فوتبال روبور سیه‌نا، باشگاه فوتبال تریستیانا، و باشگاه فوتبال آولینو اشاره کرد.
وی همچنین در تیم‌های ملی فوتبال زیر ۱۷ سال ایتالیا و زیر ۱۸ سال ایتالیا بازی کرده‌است.